# Tardienta
Tardienta és un municipi aragonès situat a la província d'Osca i enquadrat a la comarca dels Monegres. En aquest municipi s'uneixen les línies de tren de Saragossa a Osca i de Saragossa a Lleida.